# Détroit de Mentawaï
Pour les articles homonymes, voir Mentawaï.
Le détroit de Mentawaï est un bras de mer de l'océan Indien séparant l'île de Sumatra (Indonésie) des îles Mentawaï. Il est long d'environ 327 km et large de 85 à 134 km.